# Milan Đurić (calciatore 1987)
Milan Đurić (in serbo Милан Ђуpић?; Belgrado, 3 ottobre 1987) è un calciatore serbo, centrocampista del Temnić 1924 Varvarin.

## Carriera
Ha giocato nella massima serie dei campionati macedone, serbo, croato, azero ed australiano.

## Palmarès

### Club

#### Competizioni nazionali
- Coppa di Macedonia: 1

Metalurg Skopje: 2010-2011
- Coppa di Serbia: 1

Jagodina: 2012-2013